# Ибрахим Джабер
Ибрахим Джабер (на английски: Ibrahim Jaaber) е американски баскетболист, който има и българско гражданство.
Роден е на 3 февруари 1984 година в Елизабет, Ню Джърси. От 2003 година играе в университетски отбори, а от 2007 година – в професионални клубове, главно в Европа. През 2008 година получава българско гражданство, за да участва в квалификациите за Европейското първенство с българския национален отбор.